# Park der Sinne (Laatzen)

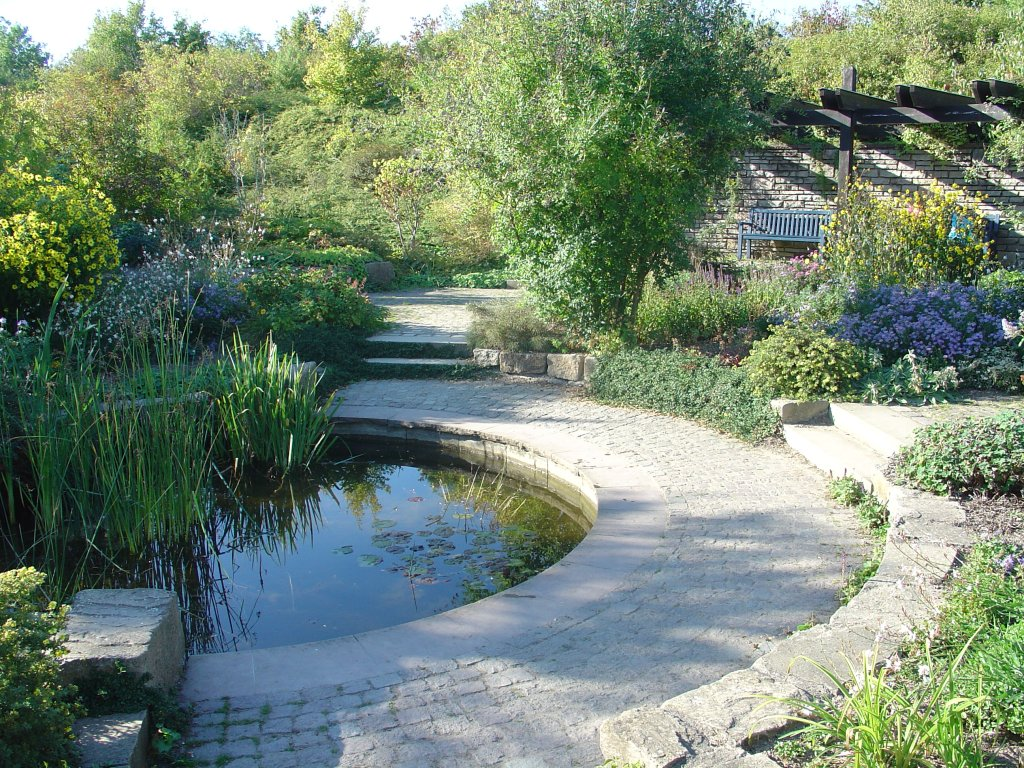
Treffpunkt am Wasser, 2006

Der Park der Sinne ist als Teil des Expo-Projekts Regionaler Landschaftsraum am Kronsberg auf einer ehemaligen Mülldeponie in Laatzen bei Hannover entstanden.
An vielen fest installierten Anlagen können in Laatzen Gehör, Sehen, Tasten und Riechen ertestet werden. So stehen unter anderem Hörmuscheln zur Verfügung, ein Barfußpfad, Klangstäbe, ein Pendel und eine Sonnenuhr.

## Lage

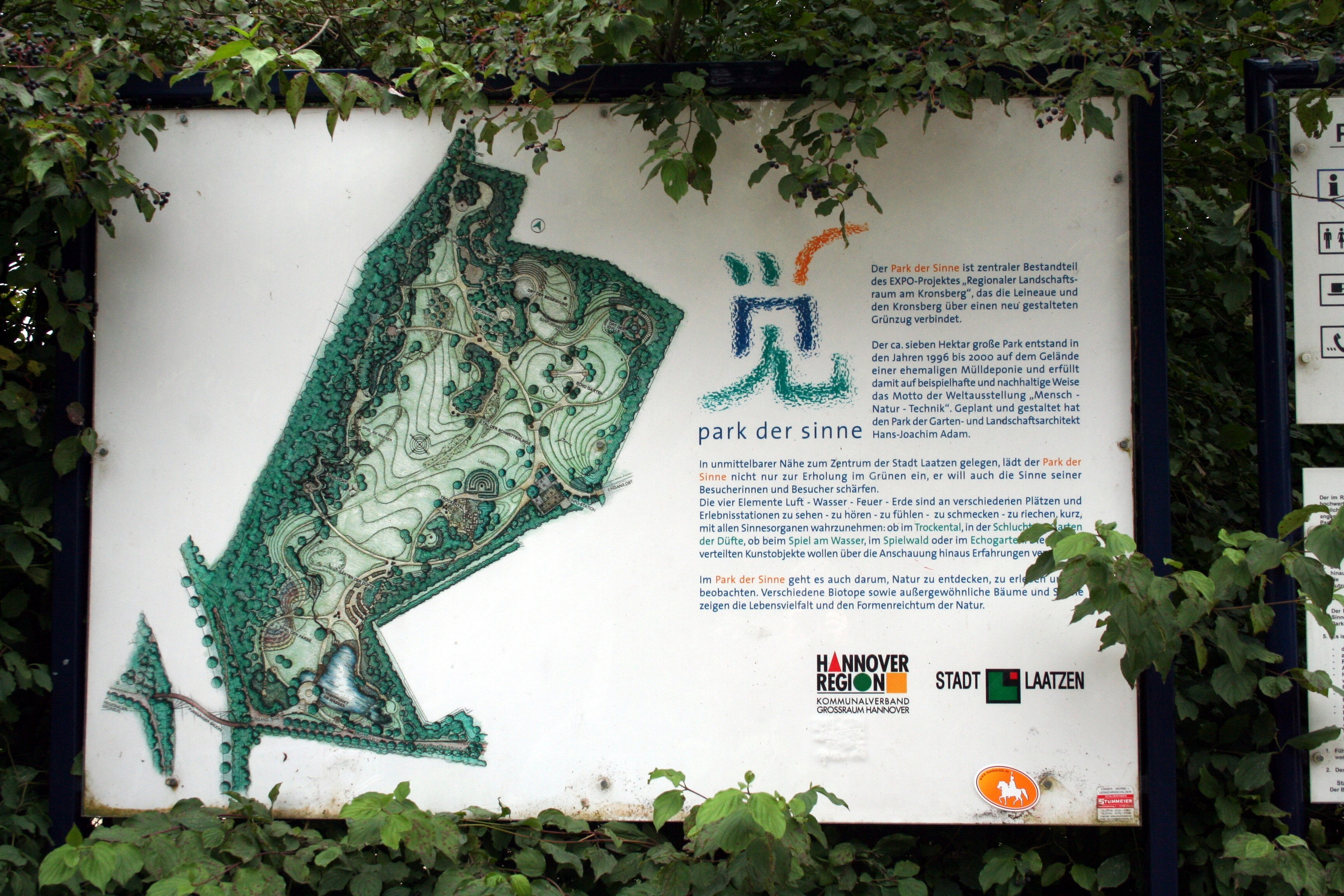
Schautafel im Park der Sinne

Der etwa sieben Hektar große Park ist wie ein Talkessel auf der ehemaligen Mülldeponie angelegt. Um den Park, besonders an der Grenze zu einer dicht befahrenen Straße, befindet sich ein Wall, der mit Wildrosen und anderen Gehölzen bepflanzt ist.
Der Park selbst ist in mehrere Teilräume gegliedert, die abwechslungsreich mit verschiedenen Wegen, Trockenmauern, unterschiedlicher Bepflanzung und auch Steinen gestaltet sind.

## Erlebnisstationen
Der Treffpunkt am Wasser ist ein Teich, der von einem Rondell eingerahmt ist. Ein Weg über Trittstufen im Wasser bietet eine besonders nahe Ansicht des Geschehens im Teich. Das Ufer ist naturnah gestaltet.

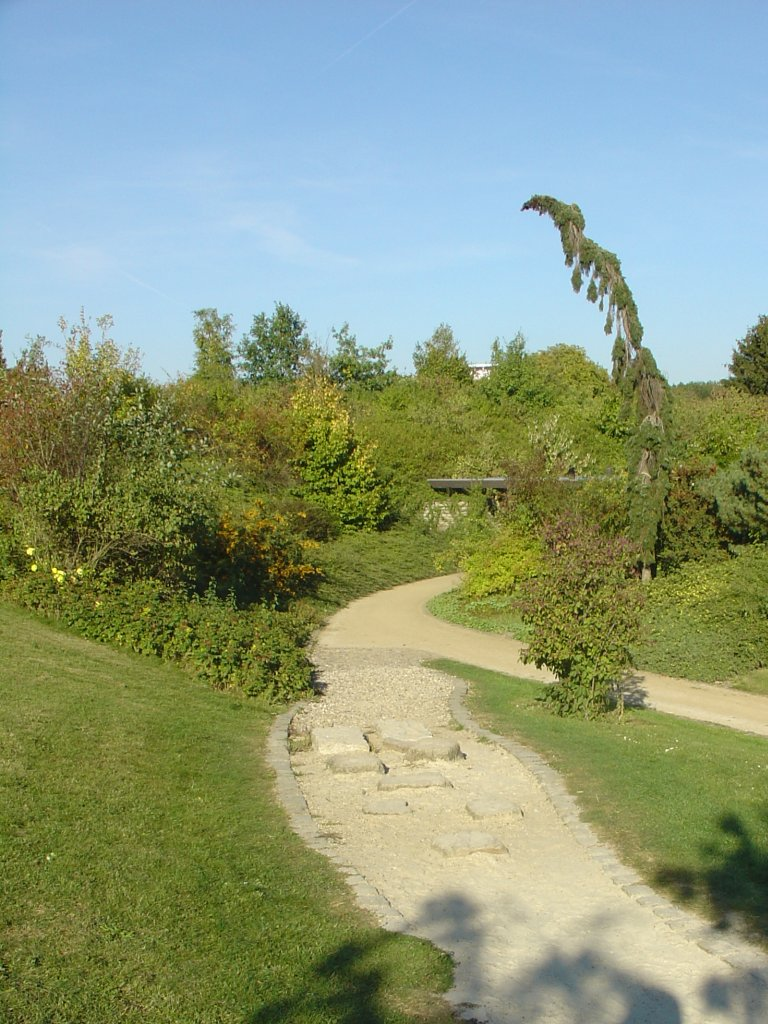
Barfußpfad

Der steinige Weg ist ein Barfußpfad, der aus groben Kieseln, gebrochenen Sandsteinplatten, Pflastersteinen, Holzbohlen und -pflaster, Klinker und anderen Materialien besteht. Der Garten der Düfte ist besonders im Sommer ein Ort vieler Gerüche. Die Stauden und Gehölze wachsen an einem sonnigen Südwesthang. Viele der Pflanzen sind als Heilpflanzen bekannt. Das Trockental ist eine Mulde, das mit Kalksandsteinblöcken bedeckt ist. An heißen Sommertagen flimmert die Luft vor Wärme, so wird Energie sichtbar gemacht. Das Hecken-Labyrinth ist eine der Erlebnisstationen. Auch hier sind verschiedene bunt blühende und riechende Pflanzen angeordnet, diesmal in Form eines Labyrinths, in dessen Mitte sich ein Zerrspiegel befindet.
Der Echo-Hof beinhaltet eine Ansammlung von geräuscherzeugenden Stationen. Mit einem Gummihammer können Steine zum Klingen gebracht werden, und über zwei gegenüberstehende Parabolschalen kann man über eine relativ weite Distanz Botschaften zuflüstern. Der Ort der Idylle ist ein Teich mit plätscherndem Wasser, an dessen Ufer bunte Blumen blühen. Um ihn wurde eine Natursteinmauer angelegt. Der äußere Weg ist von einer überrankten Pergola überdacht. Der Summstein lädt ein, mit dem Kopf in die eingehauene Höhlung einzutauchen, die als geräuschverstärkender Echoraum wirkt. Ein Summen kann Vibration bis in den ganzen Körper hinein bewirken. Die Klangschale erlaubt es, Schallschwingungen in Wasser sichtbar zu machen. Der Spielwald ist ein steiler, baumbewachsener Hügel, auf dem Wurzeln und Baumstämme liegen. Diese können von Kindern beklettert werden. Dieser Spielwald soll noch ausgebaut werden.
An der Quelle fließt Wasser an einer Wand hinunter in einen kleinen Bachlauf. Diesen Bachlauf können Kinder mit Steinen und Sand stauen und darin planschen. An den flachen Hängen des Tals der Schmetterlinge stehen Stauden und Blumen, so dass Schmetterlinge, Bienen und Hummeln beobachtet werden können.

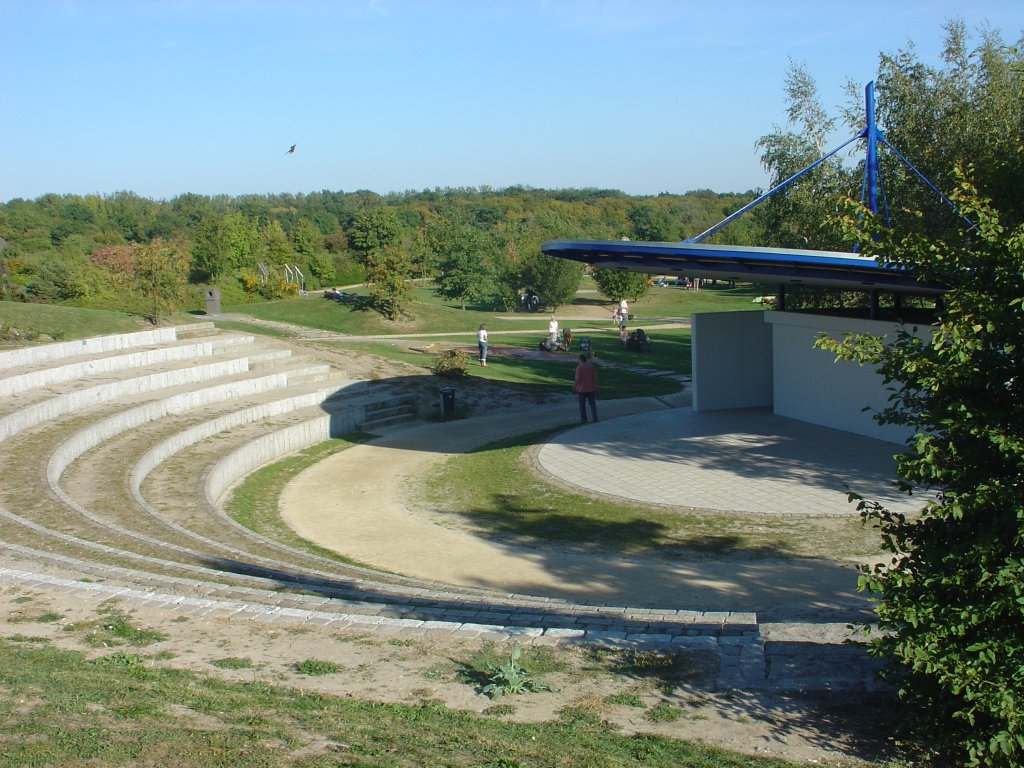
Amphitheater

Der Ort der Begegnung ist eine Bodenerhebung, die wie ein Amphitheater aufgebaut ist. 250 bis 300 Besucher können hier auf Steinstufen platznehmen, es finden hier auch Veranstaltungen statt. An dem höchsten Punkt steht eine Skulptur, ein Summstein aus porösem Basalt. Steckt man den Kopf in diesen Stein, so hört und fühlt man ein Brummen und Summen. In der Schlucht ragen steile Felswände aus gelbem Sandstein auf. Durch das heruntertropfende Wasser entsteht eine kühle, feuchte Umgebung mit entsprechenden Pflanzen. Das Spiel der Farben bietet wieder eine große Menge an bunt blühenden Blumen nahe dem Treffpunkt am Wasser.
- siehe auch: Erfahrungsfeld zur Entfaltung der Sinne nach Hugo Kükelhaus

## Biotope
Der Park der Sinne bietet vielen Biotopen einen Platz:
- Obstwiese
- Halbtrockenrasen
- Feuchtwiese
- Moorzone

## Kunstobjekte

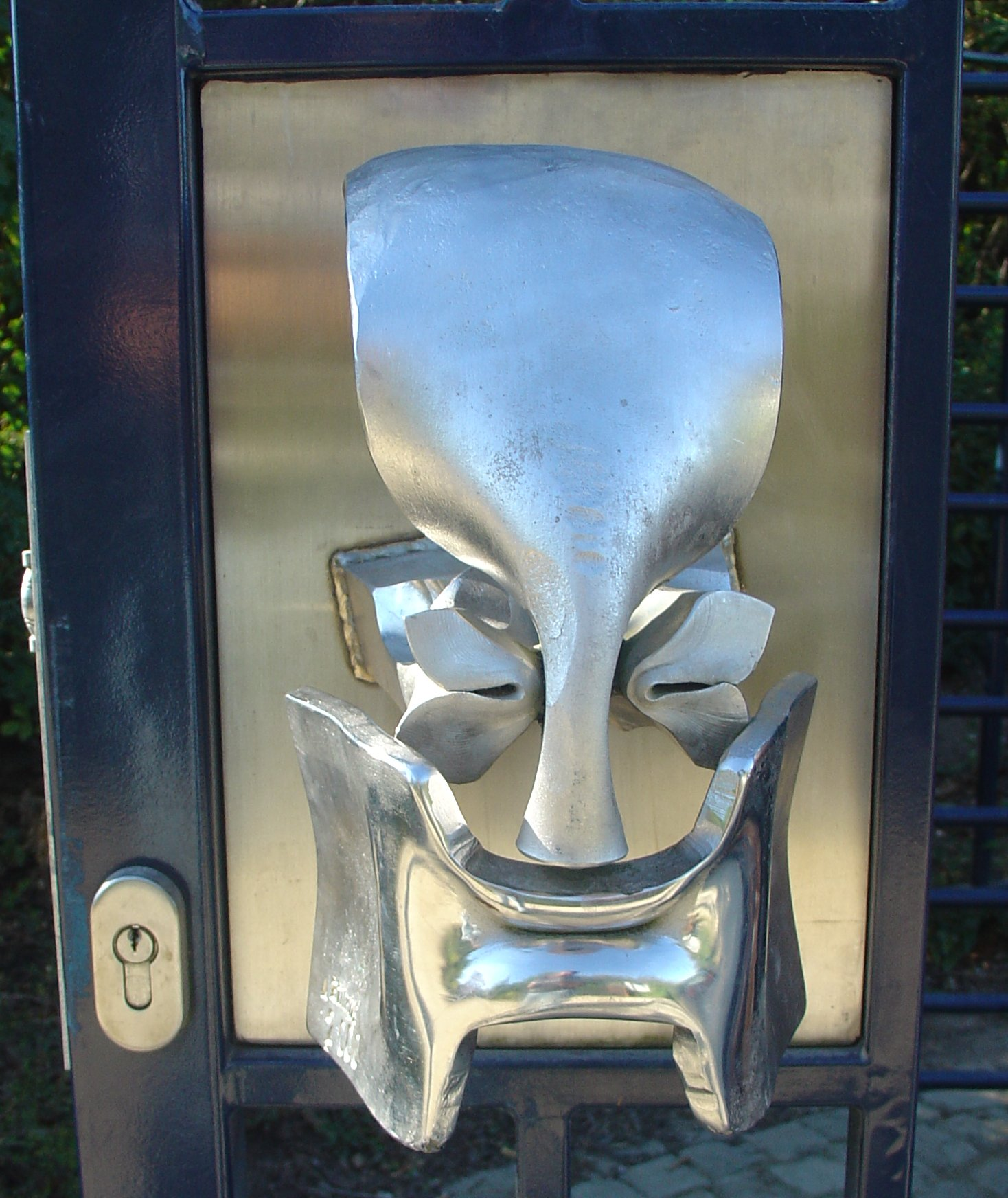
Torgriff am Eingang

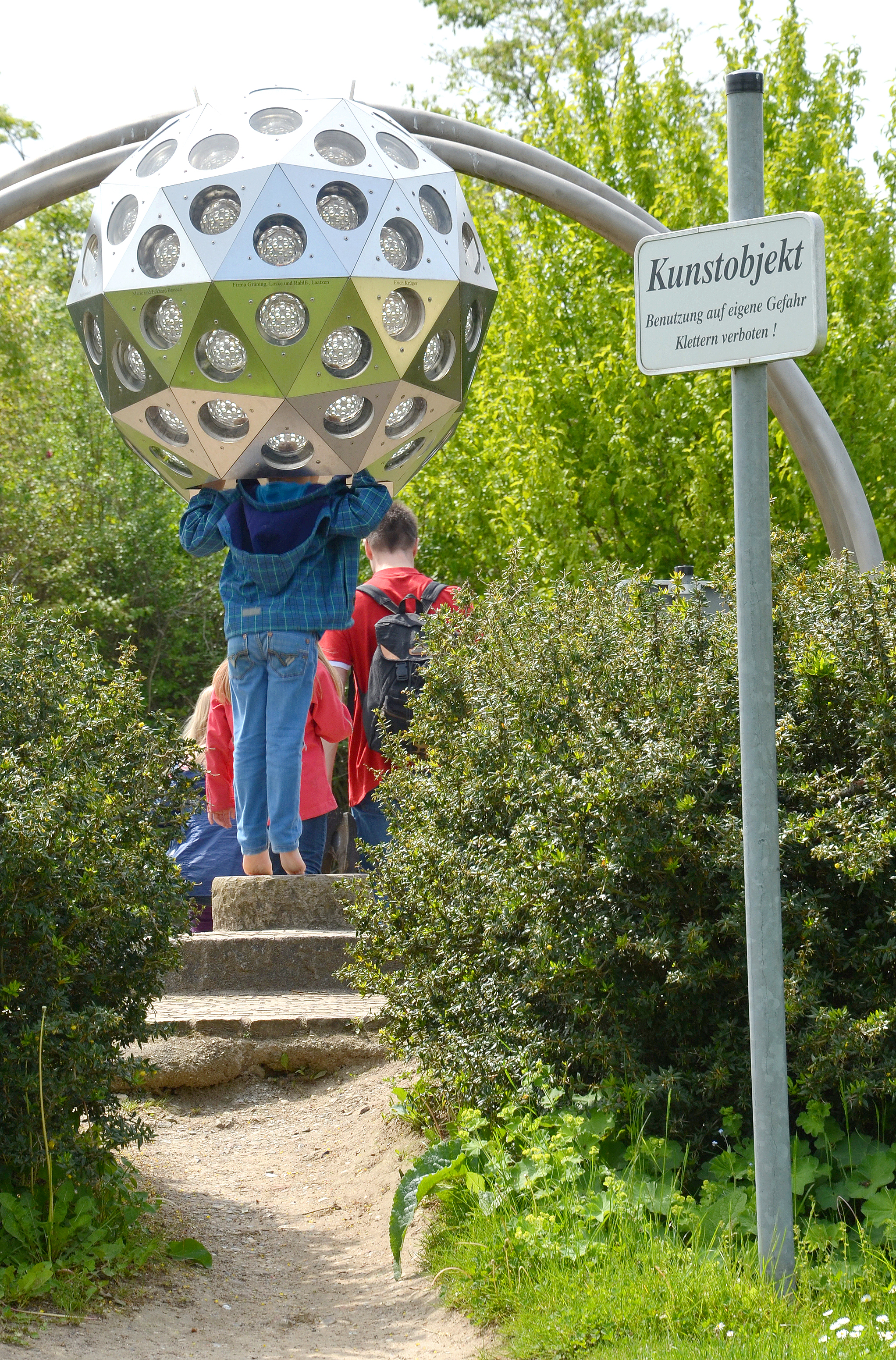
Interaktive Skulptur „Insektenauge“ von Andreas Rimkus

Die Griffe der Eingangstore symbolisieren die Sinne sehen – riechen – fühlen – schmecken. Sie wurden in alter Schmiedekunst von Andreas Rimkus erstellt. Bei Kindern besonders beliebt ist das Insektenauge von Andreas Rimkus, durch das ein Blick wie mit einem Facettenauge über den Park und die Stadt geworfen werden kann. Geometrisch-technisch handelt es sich bei der Skulptur um 2 verbundene Polyeder à 76 Dreiecksflächen, wobei real 60 Flächen mit Plankonkavlinsen ausgestattet sind, um einen Fischaugen-Effekt durch jede Linse zu erzeugen. Die Sonnenuhr des Parks hat keinen Schattenstab, der Besucher kann so die Uhrzeit mit seinem eigenen Schatten ermitteln.
Das Pendel schwingt sehr leicht und kann so in eine langanhaltende Bewegung gebracht werden. Das Kraftrad von Dorissa Lem symbolisiert den Lebenszyklus von Mensch und Natur. Der gespaltene Stein (Saxum Scissum) von Hardy Girod ist ein Symbol für das älteste Werkzeug der Welt, den Keil.

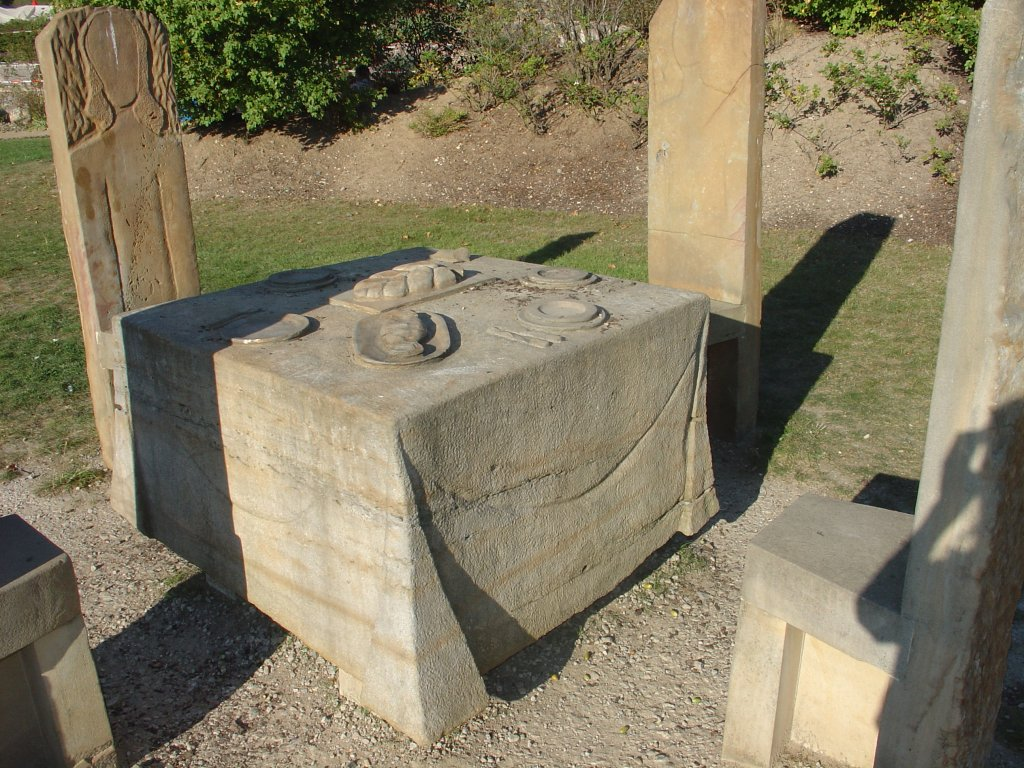
Sabbat-Tisch (Skulptur)

Der Sabbat-Tisch ist eine Skulptur aus Sandstein. Auf ihm sind die Utensilien eines Sabbat-Tischs bzw. des christlichen Abendmahls eingemeißelt. Der ursprünglich auf dem Tisch stehende Kronleuchter ist durch Vandalismus zerstört worden.
Das Gartenhaus ist das Informationszentrum des Parks. Hier beginnen die Führungen, und kleinere Souvenirs können erworben werden.

## Planung und Träger
Geplant und gestaltet wurde der Park vom hannoverschen Garten- und Landschaftsarchitekten Hans-Joachim Adam. Träger dieses Parks ist die Stadt Laatzen. Unterstützt wird der Park auch durch den Verein Park der Sinne e. V.
In der Zukunft soll der Park durch weitere Stationen ergänzt werden.

## Öffnungszeiten
Der Park ist täglich tagsüber geöffnet, der Eintritt ist frei. Zu bestimmten Zeiten und auf Anfrage finden Führungen statt.